# Джаббаров, Микаил Чингиз оглы
Микаил Чингиз оглы Джаббаров (азерб. Mikayıl Cabbarov Çingiz oğlu; род. 19 сентября 1976-го года, город Баку) — министр экономики Азербайджана (c 23 октября 2019 года).

## Биография
Родился 19 сентября 1976 года в г. Баку.
Окончил факультет международного права Бакинского Государственного университета  с отличием (1992—1997).
Окончил Юридическую школу Макджорджа Тихоокеанского университета, г. Сакраменто, штат Калифорния, США. (1997—1998). Получил степень магистра.
Окончил Азербайджанский государственный экономический университет. (2004) Степень магистра экономики.

## Деятельность
С 1995 года начал работать в банковском секторе. С 1999 по 2002 год — юрист в частном секторе.
С 1999 года является членом Коллегии адвокатов штата Нью-Йорк, США.
С 2002 по 2003 год — советник министра экономического развития.
С 2003 по 2004 год — президент Азербайджанского фонда поощрения экспорта и инвестиций.
С 20 февраля 2004 года по 2009 год — заместитель Министра экономического развития Азербайджана. На этом посту занимался координацией сотрудничества с финансовыми организациями, международными экономическими связями, внешней инвестиционной политикой, корпоративным управлением, вопросами международного арбитража.
С 6 марта 2009 года по 2013 год — глава Управления Государственного историко-архитектурного заповедника «Ичеришехер».
С 19 апреля 2013 года по 2017 год — Министр образования Азербайджана.
С 5 декабря 2017 года по 2019 год — Министр налогов Азербайджана, государственный налоговый советник II степени. Государственный советник налоговой службы 3 класса (с 10 октября 2018 года). Государственный советник налоговой службы 2 класса (с 9 февраля 2019 года).
С 23 октября 2019 года — Министр экономики Азербайджана.
С 16 июня 2017 года является сопредседателем межправительственной комиссии по отношениям с Израилем.
С 17 марта 2018 года по 7 июля 2022 года был сопредседателем межправительственной комиссии по отношениям с Литвой.
С 17 марта 2018 года по 2 марта 2020 года был сопредседателем межправительственной комиссии по отношениям с Хорватией.
С 4 декабря 2019 года является сопредседателем межправительственной комиссии по отношениям с ОАЭ.
Со 2 марта 2020 года является сопредседателем межправительственной комиссии по отношениям со Швейцарией и заместителем председателя межправительственной комиссии по экономическому сотрудничеству с Грузией.
C 20 ноября 2019 года избран председателем Координационного совета руководителей налоговых служб государств-участников СНГ.
С 4 января 2021 года является членом Наблюдательного совета Фонда возрождения Карабаха.
С 23 января 2021 года является председателем Наблюдательного совета Государственной нефтяной компании Азербайджана.
С 7 июля 2022 года является сопредседателем совместной межправительственной комиссии по сотрудничеству между Азербайджанской Республикой и Республикой Узбекистан.
С 28 июля 2022 года является сопредседателем совместной межправительственной комиссии по сотрудничеству между Азербайджанской Республикой и Туркменистаном в экономической и гуманитарной сферах.
С 24 декабря 2022 года является сопредседателем совместной межправительственной комиссии по торгово-экономическому, научно-техническому и культурному сотрудничеству между Азербайджанской Республикой и Республикой Татарстан Российской Федерации.

## Общественная деятельность
1994—1997 — Президент Клуба интеллектуальных игр «Атешгях».
1996—1997 — Заместитель председателя Форума молодёжных организаций Азербайджана.
1996—1997 — Абсолютный чемпион СНГ по игре «Брейн-ринг».
1997 год — Первый азербайджанский участник российской телеверсии игры «Что? Где? Когда?», играл в финале летней серии игр 1997 года. Участник азербайджанской версии игры «Что? Где? Когда?», победитель Игр пятилетия.
2002 год — Чемпион мира по игре «Брейн-ринг», чемпион Азербайджана по игре «Что? Где? Когда?».
С 2009 года — Почётный гражданин города Тбилиси, Грузия.
2015—2021 — Президент Федерации бадминтона Азербайджана.
2017—2021 — Президент Федерации фехтования Азербайджана.
2021 год — Ментор победителя конкурса «Yüksəliş» («Восхождение») Зии Мурсалзаде.
С 8 декабря 2021 года — Президент Федерации борьбы Азербайджана.
2023 год — Ментор победителей второго конкурса «Yüksəliş» («Восхождение») Наргиз Балакишиевой и Нихада Мансимзаде.
2024 год — Ментор победителей второго конкурса «Yüksəliş» («Восхождение») Фарида Исаева и Асада Гурбанзаде.

## Управление Государственного историко-архитектурного заповедника «Ичеришехер»
2009 год, 22 июня — Согласно решению 33-й сессии Межправительственного комитета по охране всемирного культурного и природного наследия, комплекс «Ичеришехер» исключен из списка памятников UNESCO, находящихся под угрозой.
2010 год, 10 февраля — Указом Президента Азербайджанской Республики Государственный историко-архитектурный музей-заповедник «Комплекс Дворца Ширваншахов» включен в структуру Управления.
2010 год, 8 ноября — Решением Кабинета министров Азербайджанской Республики утвержден «Расширенный Генеральный План консервации исторического центра Баку».
2010-2012-й гг. — Проведены работа по восстановлению недвижимых памятников истории и культуры государственного и мирового значения:
— Проведены работы по восстановлению-консервации Малого Караван-сарая, являющегося средневековым памятником архитектуры;
— Полностью восстановлена мечеть «Мухаммед», являющаяся архитектурным памятником мирового значения;
— Проведены работы по ремонту-восстановлению религиозно-архитектурного комплекса «Сыратаглы» («Рыночная Площадь»);
— Восстановлена большая часть Крепостной стены и облагорожена прилегающая территория. Определено местонахождение и полностью отреставрирована 15-я башня, разрушенная в начале XX века.
2011 год, 19 августа — Решением Кабинета министров Азербайджанской Республики Театр марионеток передан в подчинение Управления.
2011 год, 22 декабря — Указом Президента Азербайджанской Республики Государственный историко-этнографический заповедник «Гала» включен в структуру Управления:
— Решением Кабинета министров Азербайджанской Республики утверждены границы Заповедника;
— Улучшена инфраструктура и предприняты необходимые меры для повышения уровня оказываемых туристических услуг на территории Заповедника.
2012 год — Создан Центр традиционного искусства «Ичеришехер» в рамках сотрудничества со школой Традиционных Искусств Принца Уэльского (Великобритания).
2012 год — Проведены реставрационные и научно-исследовательские работы на Девичьей башне, входящей в Список культурного наследия UNESCO. Законсервировано 75 процентов фасадной части памятника.
2012 год — Указом Президента Азербайджанской Республика создан дом-музей всемирно известного художника Таира Салахова.
2009-2013-й гг. — Составлен мастер-план по развитию «Ичеришехер», внедрена автоматическая система регулирования доступа автотранспортных средств в «Ичеришехер». Модель, по которой создано Управление, стала примером для других стран, чьи объекты всемирного наследия ЮНЕСКО находятся под угрозой.

## Деятельность в Министерстве образования

### Дошкольное и общее образование
2013-2017-й гг. — За пять лет на международных олимпиадах азербайджанские школьники, в общей сложности, завоевали 109 медалей, из них 3 золотых, 21 серебряных и 85 бронзовых.
2013-2017-й гг. — Полностью автоматизирован приём в первый класс школ города Баку.
2014 год — Дан старт проекту «Здоровое образование — здоровая нация» с целью соответствующего просвещения, развития, защиты здоровья детей школьного возраста и выполнения прочих важных задач.
2014-2017-й гг. — До 140.000 учителей общеобразовательных школ страны прошли диагностическое оценивание.
2015 год — Приняты новые правила, обеспечивающие прозрачность проведения Республиканских предметных олимпиад.
2016 год — Результаты Международной программы для оценки навыков чтения учеников по итогам начальных классов PIRLS поднялись с 462 до 472, количество учеников в категориях результатов «Отличный» и «Высокий» выросло в 2 раза.
2016 год — С целью оптимизации организации учебного процесса и обеспечения прямого участия родителей в жизни общеобразовательных учреждений, Министерством образования и Государственным агентством по оказанию услуг гражданам и социальным инновациям при Президенте Азербайджанской Республики начат пилотный проект «Друг школьника».
2016-2017-й гг. — Расширено строительство школ модульного типа. В 2017 году в 40 районах страны для 5000 учеников построено 100 школ модульного типа.
2016-2017-й гг. — В группах дошкольной подготовки общеобразовательных учреждений начато государственное финансирование дошкольного обучения.

### Профессиональное образование
2016 год, 20 апреля — Указом Президента Азербайджанской Республики при Министерстве образования создано Государственное агентство профессионального образования.
2016 год — На базе 9-го Бакинского профессионального лицея создана STEP IT Академия.
2017 год — Начата реализация «Стратегической дорожной карты Азербайджанской Республики по развитию профессионального образования и обучения».
2017 год, 16 октября — Cдано в эксплуатацию новое здание Габалинского Государственного центра профессионального образования.

### Высшее образование
2014 год — По инициативе президентов Азербайджана и Франции создан университет UFAZ-Франция-Азербайджан.
2014-2015-й гг. — В 7 высших учебных заведениях по 34-м специальностям созданы группы SABAH.
2015 год, 14 декабря — Проведён I Форум студентов-волонтёров Азербайджана.
2015 год, 22 декабря — Подписан договор о сотрудничестве между Министерством образования и отделом Научных исследований и интеллектуальной собственности компании «Thomson Reuters». 40 азербайджанских организаций системы высшего образования получили полный доступ к всемирной платформе индекса научного цитирования «Thomson Reuters Web of Science®» («Science Citation Index Expanded®» (база данных естественных наук), «Social Sciences Citation Index®» (база данных общественных наук), «Arts and Humanities Citation Index®» (база данных искусствоведения и гуманитарных наук), «Conference Proceedings Citation Index®» (база данных по материалам конференций, конвенций, симпозиумов, коллоквиумов и «круглых столов»), а также к основному продукту компании, базе «Thomson Reuters InCites™».
2015 год — По инициативе Министерства образования государственными высшими учебными заведениями Азербайджанской Республики учреждён Фонд кредитования студентов «Маарифчи». Целью фонда является создание равных условий для получения высшего образования посредством выдачи образовательных кредитов студентам из малообеспеченных семей.
2015 год — Открылся бакинский филиал Первого московского Государственного медицинского университета им. И. М. Сеченова.
2016 год — Для упрощения и обеспечения прозрачности процесса перевода студентов между зарубежными и отечественными высшими учебными заведениями, а также с одного факультета на другой, введена в эксплуатацию специальная электронная система (https://transfer.edu.az/).
2016 год — В университете «ADA», благодаря финансовой поддержке BP, открыт Центр научных исследований и обучения «Big Data».
2017 год — Проведена церемония первого выпуска студентов групп SABAH.

## Деятельность в Министерстве налогов
2018 год, 13 февраля — В Баку прошла конференция на тему «Налоги. Прозрачность. Развитие».

2018 год, 17 апреля — Стартовал твиннинг-проект под названием «Поддержка министерства налогов при определении трансферных цен и разработки встречных мер против уклонения от налогов».

2018 год, 2 мая — При Министерстве налогов был создан Департамент контроля над экспортно-импортными операциями.

2018 год, 29 июня — Проведены структурные изменения в Министерстве налогов с целью повышения эффективности управления, повышения контроля за налоговыми поступлениями и деятельностью налоговых органов.
2018 год — Осуществлён комплекс мер по реорганизации принципов управления и совершенствованию налогового администрирования, обеспечению прозрачности, повышению взаимного доверия между налогоплательщиками и налоговыми органами.

2018 год, 20 декабря — Президентом Азербайджанской Республики подписан Закон «О внесении изменений в Налоговый кодекс Азербайджанской Республики».

2019 год, 1 января — Вступили в силу изменения в Налоговый кодекс, охватывающие 5 основных направлений (поддержка предпринимательства, снижение масштабов теневой экономики и уклонения от налогов, расширение налогооблагаемой базы, совершенствование налогового администрирования, повышение эффективности налоговых льгот).

2019 год, 1 января — Введена государственная регистрация юридических лиц посредством одной процедуры в течение 20 минут.

2019 год, 23 февраля — Введена электронная услуга для налогоплательщиков о получении информации о временном ограничении на выезд из страны.

2019 год, 4 марта — Состоялась презентация по информированию представителей дипломатического корпуса о реформах налоговой системы и изменениях налогового законодательства.

2019 год, 3 мая — Начал функционировать институт Налогового Омбудсмена.

2019 год — Началось внедрение онлайновых контрольно-кассовых аппаратов нового поколения.

2018—2019 гг. — Усиление налоговой дисциплины на предприятиях по производству табачной и алкогольной продукции путём установки на них специальных акцизных постов. Как результат, наблюдается повышение прозрачности в сфере производства и декларирования доходов акцизной продукции.

2019 год, 19 июля — Запущен пилотный проект в сфере повышения достоверности и прозрачности учета в сельском хозяйстве.

2019 год — Рост удельного веса товарооборота по электронным счетам-фактурам на предприятиях ненефтяного сектора, как индикатор улучшения прозрачности в ведении бизнеса и сокращения «теневой» экономики.

2019 год, 24 июля — Распоряжением Президента Азербайджанской республики утверждена структура Министерства налогов.

2019 год, первое полугодие — Наблюдается высокая динамика роста налоговых поступлений от ненефтяного сектора в условиях повышения прозрачности оборота и легализации рынка труда.

2019 год, 25 декабря — Президентом Азербайджанской Республики подписан Закон «О внесении изменений в Налоговый кодекс Азербайджанской Республики».

## Деятельность в Министерстве Экономики
2019 год, 20 ноября — Министр экономики Азербайджана Микаил Джаббаров избран председателем Координационного совета руководителей налоговых служб государств — участников СНГ.
2019 год, 6 декабря — В Баку состоялись международная конференция, посвященная 20-летию подписания Основного многостороннего соглашения о международном транспорте по развитию коридора Европа-Кавказ-Азия", и 14-е ежегодное заседание Межправительственной Комиссии ТРАСЕКА.
2019 год, 6 декабря — Азербайджанская Республика официально приняла председательство в Межправительственной Комиссии ТРАСЕКА.
2019 год, 9 декабря — В Пираллахи открылось предприятие по производству лекарств.
2019 год, 9 декабря — В Гаджигабульском промышленном парке заложен фундамент нового завода по производству изоляционных материалов.
2019 год, 9 декабря — Подписан протокол о намерениях между Министерством экономики Азербайджана и Министерством экономического развития России по сотрудничеству в сфере инновационного развития и цифровой экономики.
2019 год, 10 декабря — В Азербайджане прошел I Форум молодых предпринимателей.
2019 год, 17 декабря — В Баку открылся Торговый дом Украины.
2020 год, 3 февраля — Состоялась конференция, посвященная итогам первого года исполнения «Государственной программы социально-экономического развития регионов Азербайджанской Республики в 2019—2023 годах».
2020 год, 7 февраля — Агентство по развитию малого и среднего бизнеса (МСБ) в Азербайджане ввело в эксплуатацию первый Дом МСБ в Хачмазе.
2020 год, 4 апреля — Премьер-министр Азербайджана подписал распоряжение об утверждении "Плана мероприятий по выполнению пункта 10.2 Распоряжения Президента Азербайджанской Республики от 19 марта 2020 года о ряде мер по снижению негативного воздействия пандемии коронавируса (COVID-19) и, как следствие, резких колебаний мировых энергетических и фондовых рынков для экономики Азербайджанской Республики, макроэкономической стабильности, занятости и предпринимательства.
2020-й год, 6-е апреля — В Сумгаитском химико-промышленном парке открылось предприятие по производству медицинских масок, созданное ООО «Бакинская текстильная фабрика».
2020 год, 8 апреля — Согласно Плану мероприятий, принятого Кабинетом министров с целью снижения негативного влияния на субъекты предпринимательства в связи с пандемией коронавируса, стартовала программа по возмещению ущерба, нанесенного предпринимателям и их работникам пандемией коронавируса.

2020 год, 4 мая — В Азербайджане определен механизм возврата определенной части налога на добавленную стоимость.

2020 год, 12 мая — Президент Азербайджанской Республики подписал указ об обеспечении деятельности Министерства экономики.

2020 год, 2 июня — Президентом Азербайджанской Республики подписан Закон «О внесении изменений в Налоговый кодекс Азербайджанской Республики».
2020 год, 30 июня — внедрены новые механизмы льготного кредитования предпринимательства в соответствии с Указом Президента об утверждении порядка предоставления льготных кредитов за счет средств Фонда Развития Предпринимательства и внесены изменения в устав Фонда. Упрощены процедуры рассмотрения кредитных заявок предпринимателей со стороны кредитных организаций и Фонда посредством Электронной кредитной платформы разработанной Министерством экономики.
2020 год, 3 июля — подписан Указ Президента о внесении изменений в «Положение о Министерстве экономики Азербайджанской Республики» и «Положение о Государственной налоговой службе при Министерстве экономики Азербайджанской Республики». В соответствии с указом, осуществление контроля за соблюдением субъектами предпринимательской деятельности и их должностными лицами требований противоэпидемического, санитарно-гигиенического и карантинного режимов возложено на Министерство экономики и Государственную налоговую службу.
2020 год, 24 сентября — В связи с выпуском облигаций, ЗАО «AzerGold» провело церемонию колокольного звона.
2020 год, 19 октября — Отменены финансовые санкции в отношении субъектов малого предпринимательства из полностью и частично оккупированных районов, а также прифронтовых территорий.
2020 год, 19 ноября — На международной выставке в Стамбуле продемонстрирован экономический и инвестиционный потенциал освобожденных от оккупации территорий Азербайджана.
2020 год, 25 декабря — «ƏDV-ni geri al» признан «Инновационным проектом года».
2020 год — Увеличилась выдача льготных кредитов предпринимателям.
2021 год – По инициативе министра экономики Микаила Джаббарова реализованы проекты в сфере повышения всесторонней профессиональной подготовки сотрудников Министерства экономики. С этой целью была запущена программа карьерного роста "Путь к успеху". Министр экономики подчеркнул важную роль конкурса в выявлении людей с высоким интеллектуальным уровнем, управленческими качествами, знаниями и навыками, подготовке управленцев нового поколения и формировании кадрового резерва на руководящие должности.
2021-2023 годы – В целях обеспечения возрождения и экономической реинтеграции Карабаха реализуется ряд мер в направлении развития промышленного потенциала региона. К концу 2022 года инвестиции в промышленные зоны, расположенные на освобожденных от оккупации территориях, достигли 100 миллионов манатов.
2021 год, 1 февраля — Между Министерством экономики и ООО «Azerbaijan Coca-Cola Bottlers» подписан Меморандум о взаимопонимании по строительству нового завода в Азербайджане.
2021 год, 2 февраля — Состоялась встреча с сотрудниками министерства экономики, которые участвовали в Отечественной войне.

2021 год, 19 февраля — На 9-м заседании Совместной Межправительственной Комиссии между Азербайджаном и Турцией подписаны протокол и план действий.
2021 год, 27 февраля — Подписано соглашение о передаче ОАО «Азерлотерея» в управление турецкой компании «Demiroren Holding».
2021 год, 1 марта — Азербайджан и ООН подписали Рамочный документ о сотрудничестве по Устойчивому развитию.
2021 год, 1 апреля — Создан Азербайджанский аффилированный центр 4-й промышленной революции Всемирного Экономического форума.
2021 год, 2 апреля — Азербайджан и Турция подписали меморандум о взаимопонимании в сфере цифровой торговли.
2021 год, 29 мая — Президент Ильхам Алиев принял участие в открытии нового здания Министерства экономики.
2021 год, 29 июля — Состоялось открытие Торгового и Туристического представительств Азербайджана в Израиле, которые станут важной платформой для расширения экономического сотрудничества, деловых связей и содействия бизнес-диалогу между Азербайджаном и Израилем.
Среди героев 44-дневной Отечественной войны числятся 146 сотрудников Министерства экономики. Министр экономики Микаил Джаббаров проводит регулярные встречи с ветеранами войны.
24 февраля 2022 года, при участии министра экономики Микаила Джаббарова и президента Всемирного экономического форума Борге Бренде, был открыт Азербайджанский центр сети Четвертой промышленной революции Всемирного экономического форума. Деятельность первого в регионе СНГ Центра внесет важный вклад в применение инноваций, ускорение использования современных технологий и цифровизации в нашей стране.
21 июня 2022 года – Министерство науки и образования и Министерство экономики Азербайджанской Республики запустили образовательный проект «IT-Академия» для желающих освоить новую профессию в цифровой сфере. Реализация проекта создаст новые возможности для стимулирования инновационной активности среди молодежи, подготовки специалистов в области информационных технологий, инженеров, изобретателей и ученых, развития конкурентоспособного человеческого капитала. Министр экономики Микаил Джаббаров отметил, что цель «IT-Академии» — подготовить профессионалов в сфере информационных технологий, способствовать развитию IT-рынка страны, а также модернизировать информационные технологии в системе образования.
В июле 2022 года дочернее предприятие Государственной Нефтяной Компании Азербайджанской Республики «СОКАР Турция» заняло 8-е место в списке  «Лидеры экспорта 2021-го года», опубликованном Ассамблеей экспортёров Турции, а завод «СОКАР Турция» по производству нефтепродуктов «Петким» занял 22-е место в списке «Топ 1000 экспортёров» Ассамблеи. На мероприятии, посвящённом этому событию, Президент Турции Реджеп Тайип Эрдоган вручил награду «СОКАР Турции» председателю Наблюдательного совета компании Микаилу Джаббарову.
17 августа 2022 года - Азербайджанская инвестиционная компания (АИК) и израильская компания OurCrowd подписали Соглашение о стратегическом сотрудничестве в целях расширения технологических и деловых связей между двумя странами. Соглашение стоимостью 15 млн. долларов США позволит АИК иметь прямой доступ к стартап-инвестициям OurCrowd, а также оказывать поддержку и наставничество в развитии стартап-компаний в Азербайджане.
31 октября 2022 года - В Катаре при участии министра экономики Микаила Джаббарова открылся торговый дом Азербайджана.
Президент Ильхам Алиев подписал Распоряжение об утверждении «Стратегии социально-экономического развития Азербайджанской Республики на 2022-2026 годы». Комментируя значимость документа, министр экономики Микаил Джаббаров отметил, что руководители соответствующих сфер и министерств возглавляли рабочие группы, созданные при подготовке стратегического документа: «Наши основные цели – это благосостояние общества, интеграция экономики страны в глобальную цепочку создания стоимости, усиление инновационной направленности и финансовой устойчивости национальной экономики».
24 декабря 2022 года - Между Министерством экономики Азербайджана и Министерством инвестиций и внешней торговли Узбекистана в целях укрепления экономических связей с тюркоязычными странами подписан Меморандум о взаимопонимании по созданию Азербайджано-узбекского инвестиционного фонда. Документ подписали министр экономики Микаил Джаббаров и заместитель Премьер-министра Республики Узбекистан, министр инвестиций и внешней торговли Джамшид Ходжаев.
21 января 2023 – В рамках Давосского экономического форума министр экономики Микаил Джаббаров провел дискуссию с главным исполнительным директором образовательной платформы «Coursera» Джеффом Маггионкальда по изучению возможностей продвижения цифровой экосистемы в Азербайджане.
7 февраля 2023 - Стартовал проект «IT Hub Азербайджан» при совместном сотрудничестве Центра анализа и координации четвертой промышленной революции (4SIM), Европейского банка реконструкции и развития (ЕБРР) и предприятия «StrategEast». В рамках проекта на начальном этапе в регионах Азербайджана, в том числе в городах Гянджа, Сумгаит, Лянкяран, Мингячевир, Ширван и в Нахчыванской Автономной Республике, молодые люди в возрастной категории 19-30 лет будут бесплатно участвовать в IT-тренингах. Отобранным из числа молодых людей кандидатам, успешно завершившим программу, будет обеспечено трудоустройство в иностранных компаниях на время пребывания в нашей стране.
21 апреля 2023 года – стартовал пилотный проект «Академия 4SI». В рамках проекта в течение 1 года около 10 000 человек, желающих улучшить свои знания и навыки в области технологий Четвертой промышленной революции, получили возможность присоединиться к более чем 700 курсам, предоставляемым «Coursera» на безвозмездной основе. Министр экономики Микаил Джаббаров подчеркнул, что проект будет способствовать развитию знаний и навыков в области технологий Четвертой промышленной революции и подготовке квалифицированных кадров в этой сфере на рынке труда.
5 мая 2023 года – По случаю 100-летия со дня рождения общенационального лидера Гейдара Алиева состоялась презентация энциклопедической памятной ковровой композиции «Архитектор государства. Энциклопедия одной жизни», организованная Министерством экономики и ОАО «Азерхалча». Выступая на мероприятии, министр экономики Микаил Джаббаров подчеркнул, что наш народ отмечает 100-летие со дня рождения Гейдара Алиева – основателя современного Азербайджанского государства, общенационального лидера.
1 июня 2023 года – Между ООО «Бакинский судостроительный завод», резидентом Гарадагского промышленного парка, ЗАО «Бакинский международный морской торговый порт» и нидерландской компанией «Damen Shipyards Gorinchem B.V.» было подписано соглашение о трехстороннем сотрудничестве.
8 августа 2023 года - В продолжение стимулирования производства конкурентоспособной ненефтяной продукции, создания импортозамещающих производств и расширения экспорта в Имишли заложен фундамент завода по переработке пивоваренного ячменя.
3 сентября 2023 года – В Пекине открылся Азербайджанский торговый дом. Принимавший участие в мероприятии министр экономики Микаил Джаббаров отметил, что четвертый торговый дом Азербайджана в Китае будет играть роль динамичной площадки для торговли и культурного обмена.
20-24 ноября 2023 года - в Баку прошла неделя СПЕКА (Специальная программа ООН для экономик стран Центральной Азии). На 18-м заседании Управляющего совета, состоявшемся в рамках недели СПЕКА, министр экономики Микаил Джаббаров обратил внимание на важность СПЕКА и отметил, что общие ценности, богатые ресурсы, транспорт, логистика и альтернативный энергетический потенциал стран СПЕКА создают плодородную почву для взаимовыгодного торгово-экономического сотрудничества.
В рамках недели СПЕКА по специальной инициативе Азербайджана прошла выставка под названием «Выставка стран СПЕКА: региональное сотрудничество в целях устойчивого развития» и экономический форум «Превращение региона СПЕКА в центр соединяемости глобального охвата».
28 ноября 2023 года – В Ашхабаде состоялось открытие представительства SOCAR в Туркменистане при участии председателя Наблюдательного Совета Государственной нефтяной компании Азербайджанской Республики (SOCAR), министра экономики Микаила Джаббарова.
7 декабря 2023 года в Пираллахинском промышленном парке был заложен фундамент завода по производству фармацевтических препаратов. Принявший участие в церемонии министр экономики Микаил Джаббаров сообщил, что деятельность предприятия является шагом, направленным на развитие сектора производства лекарств; выпускаемые препараты предназначены как для удовлетворения внутреннего спроса страны, так и для экспорта.
В Азербайджане реализован ряд мер для развития ненефтяного сектора путем содействия индустриализации. Министр экономики Микаил Джаббаров заявил, что развитие и диверсификация отрасли инновационными методами играет важную роль в диверсификации экономики.
В соответствии с приоритетами социально-экономического развития Азербайджана, Министерство экономики реализует ряд важных проектов по обеспечению перехода к «зеленой экономике» путем эффективного использования потенциала возобновляемых источников энергии. На состоявшихся в 2023 году встречах министра экономики Микаила Джаббарова с председателем Совета Директоров ACWA Power Королевства Саудовская Аравия Мухаммадом Абдуллой Рашидом Абунайяном, вопросы привлечения инвесторов в энергетический сектор Азербайджана, повышения эффективности возобновляемых источников энергии, а также увеличение доли альтернативных источников энергии в энергетике в стратегии экономического развития нашей страны были упомянуты среди важных вопросов. В этом направлении особое внимание уделяется сотрудничеству с ACWA Power – одной из ведущих компаний сектора возобновляемых источников энергии.
В 2023 году между правительством Азербайджана и компанией ОАЭ «Masdar» были подписаны три инвестиционных соглашения по проектам «зеленой энергии» общей мощностью 1000 МВт. От имени правительства Азербайджана контракты подписали министр энергетики Парвиз Шахбазов, министр экономики Микаил Джаббаров и главный исполнительный директор компании «Масдар» Мухаммад Джамиль Аль-Рамахи.
По итогам трехсторонней встречи между министрами Азербайджана, Узбекистана и Казахстана, было принято Совместное коммюнике, в котором предусмотрены вопросы сотрудничества в сфере энергообмена с упором на возобновляемые источники энергии, включая экспорт «зеленой» энергии. Документ подписали министр экономики Азербайджана Микаил Джаббаров, министр энергетики Парвиз Шахбазов, министр энергетики Узбекистана Джурабек Мирзамахмудов, министр инвестиций, промышленности и торговли Лазиз Кудратов, министр энергетики Казахстана Алмасадам Саткалиев.
Согласно информации, опубликованной на страницах министра экономики Микаила Джаббарова в социальных сетях, в промышленном парке в Агдаме и в промышленном парке «Экономическая зона Аразская долина» в Джебраильском районе зарегистрированы новые резиденты. К октябрю 2023 года в промышленный парк в Агдаме и в промышленный парк «Экономическая зона Аразская долина» в Джебраильском районе было инвестировано более 20 миллионов манатов.
В 2024 году между Исламским банком развития и Министерством экономики подписан Меморандум о взаимопонимании по подготовке Рамочного документа странового сотрудничества.  Документ подписали министр экономики Микаил Джаббаров и президент группы Исламского банка развития Мухаммад Сулейман аль-Джассер. Министр экономики Микаил Джаббаров отметил, что данный документ внесет вклад в усиление сотрудничества между сторонами.
В ноябре 2024 года на прошедшей в Баку 29-й сессии Конференции сторон Рамочной конвенции ООН об изменении климата (COP29) Министерством экономики проведен ряд мероприятий. Состоялись продуктивные дискуссии и подписан ряд документов, направленных на стимулирование перехода к зеленой экономике, продвижение устойчивых бизнес-моделей, способствующих борьбе с изменением климата, ускорение перехода к принципам безуглеродного бизнеса и расширение использования возобновляемых источников энергии.
В рамках 29-й Конференции ООН по климату (КС-29) было объявлено о начале Диалога SPECA по вопросам климата и инноваций и открытии Многостороннего целевого фонда SPECA. Министр экономики Микаил Джаббаров подчеркнул, что диалог станет единой площадкой в глобальном управлении климатом: «Фонд будет действовать как гибкий механизм для решения общих проблем, таких как изменение климата, экономическая интеграция и устойчивое развитие».
Запущен глобальный «Портал зеленого роста», созданный в рамках сотрудничества между Министерством экономики и Центром международного развития «Growth Lab» Гарвардского университета и представлен на COP29. Министр экономики Микаил Джаббаров отметил, что «Портал зеленого роста» поможет улучшить стратегии зеленого перехода и будет способствовать сокращению глобальных выбросов.
В Гяндже начал работу первый завод по производству промышленных взрывчатых веществ. Министр экономики Микаил Джаббаров назвал первый завод по производству промышленных взрывчатых веществ в Гяндже, который начал работу на полную мощность в 2024 году, успешной бизнес-моделью государственно-частного партнерства, отметив, что этот проект важен для достижения таких целей, как создание новых рабочих мест и современных производственных площадей и устранение зависимости от импорта.
Компании bp, «SOCAR Green» и Азербайджанская инвестиционная компания (АИК) подписали Соглашение о совместном участии по строительству солнечной электростанции «Шафаг» мощностью 240 Мвт в Джебраиле. Министр экономики Микаил Джаббаров отметил, что подписанное в 2024 году Соглашение о совместном участии между bp, SOCAR Green и АИК по строительству солнечной электростанции «Шафаг» мощностью 240 МВт в Джебраиле путем привлечения прямых иностранных инвестиций будет способствовать поддержке целей «зеленого» развития Азербайджана, укреплению энергоснабжения региона за счет использования экономического развития и потенциала солнечной энергии Джебраильского региона, а также сокращению выбросов углерода в Каспийском море и Сангачальском терминале.
В результате реформ, начавшихся на рынке труда Азербайджана в 2019 году, увеличилось количество заключенных трудовых договоров. Министр экономики Микаил Джаббаров, касаясь вопроса увеличения количества новых трудовых договоров в частном секторе более чем на 79%, за счет реформ рынка труда (применение льгот и фискальных стимулов), начавшихся в 2019 году, заявил, что качественные изменения на рынке труда, экономический рост, ввод в эксплуатацию новых предприятий и проекты, реализуемые в рамках стимулирования инвестиций являются  результатом  налоговой политики.
Центр «Growth Lab» Гарвардского университета высоко оценил реформы, проводимые на рынке труда Азербайджана, отметив, что это хороший пример того, насколько эффективными могут быть стимулы для легализации бизнеса.

## Критика
2013-2017-й гг. — Предпринятые Министерством образования системные антикоррупционные меры не были оценены экспертным сообществом, как достаточные. Некоторые эксперты требовали принятия более радикальных мер, однако реальные предложения не были представлены.
2016 год — Было критически встречено утверждение, что «В новой системе образования неправильно оценивать знания учеников посредством тестов». Общество восприняло это утверждение как отмену тестовых экзаменов. Однако в утверждении речь шла о том, что с принятием новых стандартов образования возникнет необходимость в новых инструментах оценки знаний. Через некоторое время Государственный экзаменационный центр выступил со схожим заявлением, разъяснив, что изменения не предполагают отмену тестового подхода.